# Енина
Ѐнина е село в Южна България. То се намира в община Казанлък, област Стара Загора.

## География
Село Енина се намира в планински район, в подножието на Стара планина, на 4 км североизточно от град Казанлък.

## История
След Освобождението 1878 г., според Берлинския договор, с. Енина попада на територията на Източна Румелия. След Съединението 1885 г. става официално част от Княжество България. Легендата разказва, че Яна била най-красивата девойка в своето село, но отрано осиротяла и трябвало сама да изкарва прехраната си. С песен извеждала Яна сутрин козичките и с песен ги връщала, когато слънцето се скривало зад пламналите от лъчите му планини. Обичали Яна хората, защото била мила, добра и красива и с нея целият свят изглеждал красив. Влюбил се в нея най-личният момък в селото. Беден бил момъкът, но имал дарба – в ръцете му всяко дърво се превръщало в чудна приказка. Дълго време крил момъкът любовта си, дълго време скришом поглеждала и Яна към него. Един ден, едно от най-малките Янини козлета се изгубило и девойката тръгнала да го търси. Когато го намерила, макар да познавала всяко планинско кътче, Яна за първи път попадала на едно дивно място – зад нея могъщ и властен се издигал Балканът, а топла и гостоприемна пред очите ѝ разтваряла ароматна прегръдка Долината. Накрая Яна намерила своя дом. Върнала се в селото, простила се с всички и се върнала на онова прекрасно място, в което останало сърцето ѝ. Тръгнала тя, но чула стъпки да я следват – зад нея вървял момъкът, не позволило обичливото му сърце да изгуби единственото, което обичал най-много на този свят. На мястото, показано от козичката, Яна и момъкът създали своя дом. Но девойката и момъкът толкова липсвали на хората от селото, че те постепенно започнали да се заселват около тях и така постепенно се оформило...село Енина.
В черквата на Енина е открит най-старият славянски препис на апостолски текст, известен като Енински апостол.
При избухването на Балканската война в 1912 година един човек от Енина е доброволец в Македоно-одринското опълчение.

## Население
Численост
Численост на населението според преброяванията през годините:
| \| Година на преброяване \| Численост \| \| --------------------- \| --------- \| \| 1934 \| 2765 \| \| 1946 \| 2905 \| \| 1956 \| 2820 \| \| 1965 \| 3166 \| \| 1975 \| 3085 \| \| 1985 \| 2953 \| \| 1992 \| 2732 \| \| 2001 \| 2679 \| \| 2011 \| 2477 \| \| 2021 \| 2476 \| |           |
| Година на преброяване | Численост |
| 1934 | 2765      |
| 1946 | 2905      |
| 1956 | 2820      |
| 1965 | 3166      |
| 1975 | 3085      |
| 1985 | 2953      |
| 1992 | 2732      |
| 2001 | 2679      |
| 2011 | 2477      |
| 2021 | 2476      |

### Преброяване на населението през 2011 г.
Численост и дял на етническите групи според преброяването на населението през 2011 г.:
|                     | Численост | Дял (в %) |
| Общо                | 2477      | 100,00    |
| Българи             | 2244      | 90,59     |
| Турци               | 8         | 0,32      |
| Цигани              | 52        | 2,09      |
| Други               | 59        | 2,38      |
| Не се самоопределят | 11        | 0,44      |
| Неотговорили        | 103       | 4,15      |

## Религии
Източно-православно християнство.

## Обществени институции
- Село Енина има основно училище „Христо Ботев“ с дългогодишна история, както и Обединено детско заведение. Учителите са висококвалифицирани и всички са с висше образование. Учениците се изявяват във всички състезания и олимпиади, подготвени са много добре и продължават образованието си. През последните години базата е подобрена и обновена. Училището се намира в подножието на гората, с прекрасна гледка към цялото село.
- Село Енина се гордее също със своето читалище, библиотека и пенсионерски клуб, които са приятно място за събиране на млади и стари.
- В селото е известен и хорът за стари градски песни „Златна Есен“, който е извезстен с многото си награди.

## Културни и природни забележителности
- Останки от римската крепост „Чилечето“
- Църква „Света Параскева“, построена през XI век
- Църква „Свети Георги“, построена в 1837 година
- Манастир
- ВЕЦ Енина
- Развъдник за пъстърва
- Енинското ждрело – Резерват Камещица е съхранил богатството на природата на Средна Стара планина. Теренът тук е силно пресечен и скалист и това е най-силно изразено в каньона на река Енина, която пресича резервата по средата. Преминаването по коритото на реката е истинско предизвикателство, което ще ви разкрие дивната красота на каньона. Най-интересният представител на разнообразния животински свят тук е кафявата мечка, за която резерватът предоставя отлични условия.

## Редовни събития
- В село Енина всяка година се организира празник на селото, посветен на света Петка. Празникът се провежда на 14 октомври и събира гости от цялата област. По традиция се организира празничен концерт с участието на популярни певци и състави, а също и на ученици от местното училище. Задължително се прави и празничен курбан, около който се вие и весело всеобщо хоро.
- На определени дати всяка година село Енина е домакин на мотокрос състезания, които събират хора от цялата страна и чужбина. Състезанията се провеждат на специално подготвена писта намираща се в подножието на боровата гора в селото. Всяко от състезанията излъчва победители в различни категории и възрастови групи, които са поощрявани с големи награди.

## Личности
- Димитър Поптенев Енчев (1841 – 1882), възрожденски учител и просветител
- Даскал Петко Иванов Маналов (1845 – 1929), възрожденски учител и читалищен деец
- Ганьо Сомов (1850 – 1917), пазвантин (бодигард, пазач), прототип на литературния герой Бай Ганьо на Алеко Константинов
- Недьо Коев Пюскюлев (1879 – 1965), учител, директор на училището, читалищен деец, общественик
- Петко Пройков Китипов (1893 – 1989), учител, читалищен деец и общественик, автор на различни исторически и краеведчески изследвания
- Иван Нонов (1869 – 1922), учител, кмет на Стара Загора
- Онуфрий Попович Хилендарски (1790 – 1865), възрожденски учител и духовник
- Димитър Рогозов, възрожденски учител, свещеник, арестуван по време на Старозагорското въстание
- Тенчо Дундов (* 1953), юрист и преподавател по право в Софийски университет „Св. Климент Охридски“
- Стефан Кисьов (* 1963), писател, автор на романа "Не будете сомнамбула" 2000 г., разказващ за Ганьо Сомов и наследниците му